# Генрик Красинський
Генрик Красинський (пол. Henryk Krasiński; 1804⁣—⁣1876) — польський військовик та письменник.
Лейтенант Польського Королівства від 1828 році, капітан в армії Листопадового повстання в 1831 році. Після поразки повстання емігрував до Францію.
Похований у Лондоні на вул. Патрік Р. Р. Лейтонстоун.
Список творів (неповний):
- «Le célèbre Vitold, Grand Duc de Lithuanie» (Пар., 1834)
- «La bataille do Kirchholm, ou l'amour d'une Anglaise» (1836)
- «The Cossacks of the Ukraine» (Л., 1838)[5]
- «Gonta, a historical drama» (там же, 1846)
- «Coup d'oeil sur l'état actuel de l'europe» (Л., 1854)
- «Italy, Venetia and Hungary, Rome, Sicily etc., with anecdotes» (Л., 1861)